# Honda HSV-010 GT
El Honda HSV-010 GT  (abreviación de Honda Sports Velocity) es un automóvil de carreras diseñado por Keinosuke Taiki y producido por Honda como sucesor del Honda NSX para el campeonato de categoría GT500 del Super GT Japonés. El HSV fue presentado oficialmente en 2009, pero no fue fabricado en producción para el mercado de calle, sino únicamente para las carreras de Super GT.

## Historia

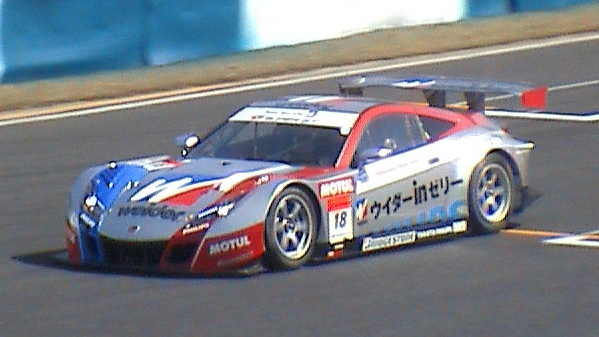
El HSV-010 GT de Weider Honda Racing y Dome. El coche alcanzó la pole position en su debut.

El 23 de octubre de 2009, Honda anunció oficialmente el final del uso del NSX Super GT de motor central para la competición en las carreras de Super GT, debido a las nuevas regulaciones de esa categoría que permitieron limitaron a la configuración de motor delantero y tracción trasera. El 15 de noviembre de 2009, Honda anunció que a pesar de la retirada del NSX de la Super GT, participaría con un nuevo vehículo en la temporada 2010. Honda reveló que el coche iba a estar basado en la producción del NSX cancelado en aquella época. En 2010 fue cancelado el proyecto de un nuevo NSX de producción, pero en 2013 se hizo oficial el anuncio de un nuevo modelo. Aunque en la Super GT normalmente se exige que los vehículos de carreras, deben basarse en vehículos de producción y también se permite el uso de un vehículo listo para la producción.
El 22 de diciembre de 2009, Honda anunció al HSV-010 GT como el sucesor del NSX Super GT en la serie Super GT. A diferencia de los coches típicos de Super GT, el vehículo no se basa en ningún vehículo de producción que estuviera disponible para la compra por el público en general. En la temporada de 2013 fue reemplazado por el híbrido eléctrico Acura NSX, siendo el último año para el vehículo.

## Cancelado de producción
Honda no fabricó este vehículo en masa para calle debido a la crisis financiera mundial y se aprovechó el desarrollo de este como vehículo para las carreras de GT. El desarrollo del deportivo para calle debía ser el rival para los deportivos japoneses Nissan GT-R y el Lexus LFA. Aunque Honda se retiró de la Fórmula 1 durante unas temporadas, no abandonó completamente la competición, participando en el campeonato GT500 con el HSV. Desde 2011, oficialmente se encuentra en desarrollo la tercera generación del NSX, el sucesor del HSV para calle.

## Motorización
Este coche cuenta con un motor V8 con código HR10EG de 3397 cm³ (3,4 L; 207,3 plg³) con un diámetro × carrera de 93 x 62,5 mm (3,66 x 2,46 pulgadas), distribución DOHC con cuatro válvulas por cilindro (32 en total), cuyo bloque y cabezas eran de aluminio y alimentado vía Inyección de combustible de aspiración natural. La potencia estimada era de 500 CV (493 HP; 368 kW) y un par motor máximo de 40 kg·m (392 N·m; 289 lb·pie), el cual estaba acoplado a una transmisión manual secuencial de seis velocidades. Su peso estimado es de 1100 kg (2425 libras).